# Spezzano della Sila
Spezzano della Sila är en ort och kommun i provinsen Cosenza i regionen Kalabrien i Italien. Kommunen hade 4 498 invånare (2018).